# جائزة مونتريال الكبرى للدراجات 2010
جائزة مونتريال الكبرى للدراجات 2010 هو أحد سباقات طواف العالم للدراجات 2010 أقيم بتاريخ 12 سبتمبر 2010، تكون السباق من مرحلة واحدة وامتدّ لمسافة 193.6 كم. فاز به الهولندي روبرت جاسنك وحلّ ثانيا السلوفاكي بيتر ساجان بينما حصل على المركز الثالث الكندي رايدر هيسجيدال.

## الترتيب
| م                     | الدرّاج         | البلد    | الزمن |
| --------------------- | -------------- | -------- | ----- |
| الفائز بالترتيب العام | روبرت جاسنك    | هولندا   |       |
| الثاني                | بيتر ساجان     | سلوفاكيا |       |
| الثالث                | رايدر هيسجيدال | كندا     |       |